# Renascença (Paraná)
Renascença é um município brasileiro do estado do Paraná.  Segundo o IBGE, a população em 2010 era de 6.812 habitantes, sendo que a distribuição da população é de 3.485 hab. na zona urbana e 3.327 na zona rural. Possui uma área total de 424,7938 km² e esta a uma altitude de 700 metros.

## Etimologia
O termo "Renascença" vem do Francês renaissance, que significa mudança ou renascer.

## História
Renascença se originou da união dos distritos de Vargem Bonita, pertencente a Pato Branco, e de Renascença, pertencente a Clevelândia.
A cidade foi criado pelo decreto estadual nº4.245 de 25 de Junho de 1960, assinado pelo governador Moisés Lupion. A lei foi instaurada em 29 de novembro de 1961.

## Turismo
O turismo de Renascença não apresenta importância significativa na economia municipal. Uma vez que ele é de pequeno porte e não apresenta estrutura para visitantes. Destacam-se as festas tradicionais do município, entre elas festas religiosas e culturais. Em termos de infraestrutura municipal, o turismo poderia ser bem mais explorado, já que ela apresenta grandes espaços públicos a cidade já é conhecida por sua cultura.

### Parque Yara - Lago Municipal
Um dos pontos mais conhecidos da região, o Parque Yara foi inaugurado em 2004 pelo prefeito em exercício José Krestineuk. Foi o primeiro lago turístico de todo sudoeste e serviu de modelo para várias cidades. Apresenta uma ampla estrutura para eventos e esportes. O lago localizado ao centro do Parque, tem uma extensão média de 1.400 metros, e toda sua pista é asfaltada para facilitar a caminhada dos turistas. Ao seu entorno são encontradas aparelhos para ginastica ao ar livre.
O parque possui um mirante que dá visão de quase todo Parque.
O Lago é o ponto de encontro de várias pessoas aos finais de semana, dentre elas várias de outros municípios vizinhos. Durante a semana é grande sua utilização para caminhadas e ao final do ano o passa a abrigar o maior natal da Região.

### Teatros
Teatro Geraldo Giacominni é considerado o um dos melhores do Paraná[carece de fontes?].
O Teatro de Arena Renascer, composto por palco e arquibancada.

## Geografia

### Localização
O município de Renascença se encontra ao centro do sudoeste do Paraná, na latitude 26º09'29" sul e uma longitude 52º58'08" oeste.Para muitos fica numa localização privilegiada pois se situa entre as principais cidades do Paraná e perto do estado de Santa Catarina, fica cerca de 80 km da divisa da Argentina, e de 300 km da divisa com Paraguai.Dentre essas cidades importantes do Paraná fica a 18 km de Francisco Beltrão, 140 km de Cascavel, 290 km de Foz do Iguaçu, 20 km de Santa Catarina, 474 da Capital Curitiba e 200 km do Rio Grande do Sul.
A área total do município é de 432 km², e somente 5 km² é de área urbana. O município faz divisa com os municípios de Marmeleiro, Francisco Beltrão, Pato Branco, Vitorino, Bom Sucesso do Sul (Paraná) e Campo Ere e São Lourenço d'Oeste (Santa Catarina).

### Geologia
Renascença fica sobre um derrame basáltico antigo, no Terceiro Planalto do Paraná também chamado de Planalto de Guarapuava. O solo é basicamente composto de Latossolo Distrofico Roxo de textura argilosa. A terra é chamada de terra vermelha, pelo seu forte tom avermelhado, propicio para o cultivo de soja e milho.

### Relevo
O relevo de Renascença é bastante variável, nos lugares mais altos chega a 700 metros de altitude e nos lugares mais baixos chega a 500 metros de altitude.

### Clima
O clima predominante em Renascença na classificação Koppen é Cfa (temperado, com invernos amenos com temperatura superior e -3 graus, e verões quentes chegando a 22º). O município sofre com a ação dos ventos, pois se encontra em cima de montanhas, não tendo nada para segurar, exceto o extremo centro da cidade, ficando em uma depressão também conhecido como baixada do Rio Calcanhar, o único que passa no centro de Renascença. Renascença é a 3ª cidade mais  fria do sudoeste, perdendo apenas para Palmas e General Carneiro.[carece de fontes?]

#### Verões
O verão é muito quente e chuvoso, mas raramente passando dos 35°C,e o recorde registrado da temperatura mais alta foi de 38,5°C em 1985. No verão é comum chuvas de fim de tarde, quando se combinam a umidade e o calor, formando as nuvens de chuva geralmente acompanhados de raios, ventos e pedras de gelo.

### Invernos
O inverno apresenta-se como uma estação mais seca, chovendo apenas com a passagens de frentes frias vindo do centro do país.
| Dados climatológicos para Renascença (1974-2007) | Dados climatológicos para Renascença (1974-2007) | Dados climatológicos para Renascença (1974-2007) | Dados climatológicos para Renascença (1974-2007) | Dados climatológicos para Renascença (1974-2007) | Dados climatológicos para Renascença (1974-2007) | Dados climatológicos para Renascença (1974-2007) | Dados climatológicos para Renascença (1974-2007) | Dados climatológicos para Renascença (1974-2007) | Dados climatológicos para Renascença (1974-2007) | Dados climatológicos para Renascença (1974-2007) | Dados climatológicos para Renascença (1974-2007) | Dados climatológicos para Renascença (1974-2007) | Dados climatológicos para Renascença (1974-2007) |
| Mês                                              | Jan                                              | Fev                                              | Mar                                              | Abr                                              | Mai                                              | Jun                                              | Jul                                              | Ago                                              | Set                                              | Out                                              | Nov                                              | Dez                                              | Ano                                              |
| ------------------------------------------------ | ------------------------------------------------ | ------------------------------------------------ | ------------------------------------------------ | ------------------------------------------------ | ------------------------------------------------ | ------------------------------------------------ | ------------------------------------------------ | ------------------------------------------------ | ------------------------------------------------ | ------------------------------------------------ | ------------------------------------------------ | ------------------------------------------------ | ------------------------------------------------ |
| Temperatura máxima recorde (°C)                  | 36,4                                             | 36,2                                             | 37,4                                             | 33,8                                             | 31,9                                             | 31,0                                             | 30,0                                             | 34,0                                             | 35,7                                             | 35,4                                             | 38,3                                             | 38,2                                             | 38,3                                             |
| Temperatura máxima média (°C)                    | 30,3                                             | 29,9                                             | 29,4                                             | 26,3                                             | 22,5                                             | 21,0                                             | 21,3                                             | 23,5                                             | 24,3                                             | 26,8                                             | 28,3                                             | 29,7                                             | 26,1                                             |
| Temperatura mínima média (°C)                    | 18,5                                             | 18,2                                             | 17,1                                             | 14,2                                             | 10,6                                             | 9,4                                              | 8,9                                              | 10,2                                             | 11,9                                             | 14,5                                             | 15,8                                             | 17,6                                             | 13,9                                             |
| Temperatura mínima recorde (°C)                  | 8,0                                              | 8,7                                              | 3,4                                              | 1,0                                              | −0,2                                             | −4,2                                             | −5,0                                             | −2,4                                             | −0,4                                             | 3,3                                              | 4,8                                              | 8,6                                              | −5,0                                             |
| Precipitação (mm)                                | 185                                              | 176                                              | 133                                              | 164                                              | 193                                              | 163                                              | 135                                              | 109                                              | 166                                              | 251                                              | 185                                              | 167                                              | 2 027                                            |
| Fonte: IAPAR 15 de Outubro de 2008.              |                                                  |                                                  |                                                  |                                                  |                                                  |                                                  |                                                  |                                                  |                                                  |                                                  |                                                  |                                                  |                                                  |